# Пірріди
Пірріди (Еакіди) — династія царів Стародавнього Епіру, яка правила в період V — ІІІ століття до нашої ери на території Епіру.

## Заснування династії та її легендарне походження
Засновником династії вважається Адмет — цар молоссів (період до 470-430 рр. до н. е.). Адмет вважав, що є нащадком Екака та належить до династії Еакідів (грецьк. Αἰακίδαι, трансліт. Aiakídai). У "Іліаді " Гомер посилається на Ахілла як на «Aiaiakkidi».
Еак в давньогрецькій міфології був королем острова Егіна, що розташований в Саронічній затоці. Він був сином Зевса і Егіни, дочки Асопа і Метопи. Першою дружиною Еака була Енеїда. У них було два сини: Пелей (батько Ахілла) і Теламон (батько Аякса). Другою дружиною Еака була німфа Псамата з якою уних був син на ім'я Фок.
У Аякса і княгині Деїдамії був син Неоптолем. Після падіння Трої Неоптолем та його армія оселилися в Епірі, де вони об'єдналися з місцевим населенням. Молосс успадкував Епірське царство після смерті Гелена, сина Пріама та Гекаби, який одружився з Андромахою після смерті Неоптолема. На думку деяких істориків, першим царем молоссів був Фаетон.

## Династія
Син Адмета Таріп поширив уявлення, що молосси походили від Ахілла і його сина Неоптолема. Географ Павсаній повідомляє, що Таріп і Неоптолем (або Пірр, як він його називає) поділяють п'ятнадцять поколінь.
До династії входили Олімпіада Епірська, Пірр Епірський та інші правителі Епіру. Останнім правителем Епіру з роду Піррідів вважається Деідамія II Епірська.